# Dutra (ur. 1973)
Antônio Monteiro Dutra (ur. 11 sierpnia 1973) – brazylijski piłkarz występujący na pozycji obrońcy.

## Kariera klubowa
Od 1994 do 2014 roku występował w klubach Paysandu SC, Mogi Mirim, Santos FC, América, Coritiba, Sport Recife, Yokohama F. Marinos i Santa Cruz.